# Oczy uroczne
Oczy uroczne – polski barwny film grozy z 1977 r., utrzymany w stylu zekranizowanej ballady ludowej. Scenariusz oparto na dawnym podaniu chłopskim.

## Treść
W ponurym zamku opodal wsi żyje samotnie Pan (Leszek Herdegen), którego lęka się ludność, bo jego spojrzenie o tajemniczej sile sprowadza śmierć. Pewnej nocy stary szlachcic (Józef Dusza) z córką, zgubiwszy drogę, ulegają wypadkowi pobliżu zamku. Przywiezieni tam przez starego sługę Pana (Edward Rączkowski), pozostają: ojciec umiera, ocalona córka (Mariola Chmielewska) powraca do zdrowia. Wkrótce młoda szlachcianka zostaje żoną Pana zamku i spodziewa się potomka. Kiedy żona ma rodzić, Pan – w obawie, aby jego „urok” nie przyniósł nieszczęścia jej i dziecku – wyłupuje sobie oczy.